# 원엽
원엽(元曄, ? ~ 532년 12월 26일(음력 11월 14일))은 중국 남북조 시대 북위의 제11대 황제(재위: 530년 ~ 531년)이다. 폐위되었기 때문에 시호와 묘호는 없고 황제가 되기 전 작위인 장광왕(長廣王), 또는 폐위된 뒤 작위인 동해왕(東海王)으로도 불린다. 자는 화흥(華興)이다. 증조부는 태무제의 장남이며 황태자인 탁발황이고, 할아버지는 남안왕(南安王) 탁발정(拓跋楨), 아버지는 부풍왕(扶風王) 원이(元怡)이다.

## 생애
북위의 황족이었고, 기거랑(起居郎)이라는 관직을 받아 관료가 되었다. 후에 통직산기상시(通直散騎常侍)가 되었다. 효장제 원자유 때에 장광왕(長廣王)으로 책봉되고, 또 태원태수(太原太守)로 부임하여 병주자사도 겸하였다.
530년에 당시 북위의 실세였던 이주영이 효장제 원자유에 의해 살해되었고, 그 후에 효장제가 이주씨 일족에 의해서 살해된 뒤 이주씨 일족인 영천왕(潁川王) 이주조(爾朱兆)와 이주세륭(爾朱世隆) 등에게 북위의 황제로 옹립되었다.
하지만 북위 황실의 방계자손이며, 그에게 힘을 보태줄 세력이 없어서, 이주세륭 일당들에게 531년에 폐위되었고, 그 뒤 즉위한 절민제(節閔帝) 원공(元恭)이 그를 동해왕으로 봉하였다. 다음해인 532년에 후환을 없애기 위하여 이주세륭의 일당들에게 효무제의 제가를 받고 살해되었다.

## 기년
| 장광왕      | 원년            | 2년        |
| ----------- | --------------- | ---------- |
| 서력 (西曆) | 530년           | 531년      |
| 간지 (干支) | 경술(庚戌)      | 신해(辛亥) |
| 연호 (年號) | 건명(建明) 원년 | 2년        |